# Pierre Lévisse
Pour les articles homonymes, voir Lévisse.
Pierre Levisse est un athlète français, né le 21 février 1952 à Arques, spécialiste de courses de fond, licencié au Racing club de France. Il fut notamment champion du monde de cross par équipes en 1978 avec Lucien Rault, Radouane Bouster, Jean-Paul Gomez, Alexandre Gonzalez et Thierry Watrice. Pierre Levisse avait terminé dixième de l'épreuve individuelle. 
Il est le père de Emmanuel Roudolff-Levisse, athlète français, 3e des championnats d'Europe espoir 2017 sur 10 000 m. 

## Palmarès
- 32 sélections en équipe de France A

- Record de France du 10 000 mètres en 1978, et en 1985 en 27 min 50,30 s
- Meilleur performeur français sur 12 km route en 1992, en 36 min 4 s
- Record de France du 20000 m en 1989, en 58 min 48,9 s
- Record de France de l'heure en 1989 en 20 km 340, puis en 20 km 429
- Record de France vétérans (-40 ans) du 3000 m depuis 1993
- Record de France vétérans (-40 ans) du 10 km sur route depuis 1992
- Record de France vétérans (-40 ans) du 15 km sur route depuis 1992

- Champion du monde de cross par équipes en 1978
- Champion de France des 25 km sur route en 1988
- Champion de France de cross-country en 1979, 1984, 1985 et 1986
- Vainqueur de la course Paris-Versailles en 1986, 1988 et 1989
- Vainqueur des 20 km de Paris en 1984 (57 min 17 s, le 14 octobre)
- Vainqueur des 20 km de Paris en 1988 (59 min 33 s, le 16 octobre)

- Vice-champion de France de cross à 4 reprises (1982, 1983, 1989, 1991)
- Médaille de bronze par équipes aux championnats du monde cross en 1976 et 1988
- 3e des championnats de France de cross à 5 reprises (1977, 1978, 1981, 1987)